# 야마구치촌 (효고현 아사고군)
야마구치촌(山口村)은 효고현 아사고군에 있던 촌이다. 현재의 아사고시 중부에 해당한다.

## 역사
- 1889년 4월 1일 - 정촌제 시행에 의해 야마구치촌 외 7촌의 구역을 가지고 성립하였다.
- 1954년 3월 31일 - 나카가와촌과 합병해 아사고정이 성립하여, 동일 야마구치촌은 폐지되었다.

## 참고문헌
- 가도카와 일본지명대사전 28 효고현